# Jogos da Francofonia de 1997
Os Jogos da Francofonia de 1997 foram a terceira edição do evento, realizado na cidade de Antananarivo, em Madagascar.